# Oban (Nieuw-Zeeland)
Oban is de belangrijkste plaats op Stewarteiland, het meest zuidelijk gelegen bewoonde eiland van Nieuw-Zeeland. Oban ligt aan de Half Moonbaai, en staat ook onder deze naam bekend. De plaats heeft een luchtverbinding met Invercargill en een veerdienst met Bluff.
Volgens een volkstelling in maart 2001 woonden er 387 mensen op het eiland, waarvan 80% in Oban. In de zomer verdubbelt het aantal; veel van de huizen op het eiland worden alleen voor vakanties gebruikt.
Oban is ook de locatie voor het Stewart Island Information Centre, waar toeristische tochten e.d. worden geregeld voor het eiland.

## Externe link

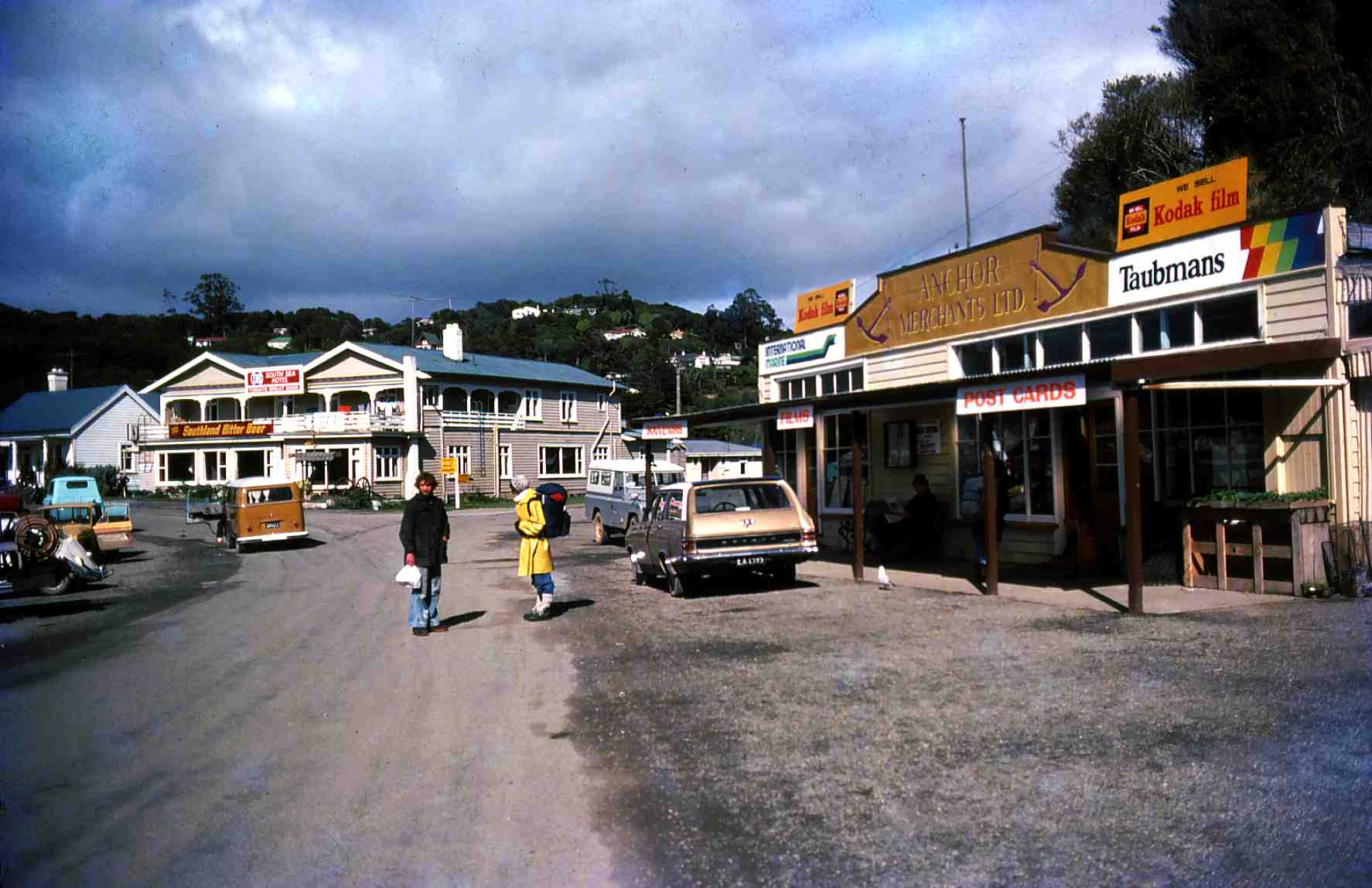
Foto van het plaatsje uit 1977